# Недков, Станислав
Стани́слав Не́дков (болг. Станислав Недков; 9 декабря 1981, Велико-Тырново) — болгарский боец смешанного стиля, представитель полутяжёлой весовой категории. Выступал на профессиональном уровне в период 2006—2015 годов, известен по участию в турнирах таких бойцовских организаций как UFC, Pancrase, World Victory Road и др.

## Биография
Станислав Недков родился 9 декабря 1981 года в городе Велико-Тырново. В возрасте десяти лет начал серьёзно заниматься борьбой, дважды становился чемпионом страны по вольной борьбе, побеждал на международных турнирах в России, Молдавии, Турции и Болгарии. В течение некоторого времени под руководством Котоосю Кацунори практиковал сумо. Позже освоил бразильское джиу-джитсу, получил чёрный пояс от мастера Бруну Бастуса.
Дебютировал в смешанных единоборствах на профессиональном уровне в апреле 2006 года, победив своего соперника техническим нокаутом в первом же раунде. Дрался преимущественно в местных болгарских промоушенах, в течение полутора лет одержал семь побед подряд, не потерпев при этом ни одного поражения, в том числе техническим нокаутом взял верх над титулованным соотечественником Каменом Георгиевым.
В декабре 2008 года выступил на турнире Pancrase в Токио, где досрочно выиграл у японского профессионального реслера Масаюки Коно. В дальнейшем провёл два боя в крупной японской организации World Victory Road, победил здесь американцев Трэвиса Виуффа и Кевина Рэндлмена.
Имея в послужном списке одиннадцать побед и ни одного поражения, в 2010 году Недков привлёк к себе внимание крупнейшей бойцовской организации мира Ultimate Fighting Championship и подписал с ней контракт на четыре боя. Должен был дебютировать в UFC уже в августе в бою с опытным Родни Уоллесом, но из-за травмы не смог выйти в октагон и был заменён Филом Дэвисом. Позже ему в соперники прочили Стива Кантуэлла, но буквально за два дня до начала турнира тот травмировался — за оставшееся время найти замену не удалось, и бой отменили. Таким образом, дебют болгарского бойца в UFC состоялся лишь в августе 2011 года — он вышел в клетку против обладателя чёрного пояса по бразильскому джиу-джитсу Луиса Кани и выиграл у него техническим нокаутом в первом раунде.
Должен был встретиться с бразильцем Фабиу Малдонаду, но не смог получить визу и в связи с этим вынужден был отказаться от боя. В ноябре 2012 года дрался с ещё одним чёрным поясом по джиу-джитсу Тиагу Силвой — в третьем раунде попался в удушающий приём «треугольник руками» и сдался, потерпев первое в своей профессиональной карьере поражение. Тем не менее, чуть позже оказалось, что Силва провалил проведённый сразу после поединка допинг-тест — в его пробе были обнаружены следы марихуаны, в результате чего его дисквалифицировали, а прошедший бой признали несостоявшимся.
Расстроенный поражением, Недков решил попробовать себя в средней весовой категории, благополучно согнал вес и в феврале 2013 года вышел в октагон против представителя среднего дивизиона Тома Уотсона. Однако сгонка веса не дала положительного результата, во втором раунде болгарин пропустил несколько сильных ударов и проиграл техническим нокаутом, получив при этом награду за лучший бой вечера. Последний раз дрался в восьмиугольнике UFC в январе 2015 года, вернувшись в полутяжёлый вес и встретившись с представителем Украины Никитой Крыловым. Уже в начале первого раунда Крылов поймал Недкова в «гильотину» и заставил сдаться.
Начиная с 2014 года занимает должность президента Болгарской федерации ММА.

## Статистика в профессиональном ММА
| Боёв 15         | Побед 12 | Поражений 2 |
| --------------- | -------- | ----------- |
| Нокаутом        | 6        | 1           |
| Сдачей          | 4        | 1           |
| Решением        | 2        | 0           |
| Не состоявшихся | 1        | 1           |

| Результат    | Рекорд   | Соперник         | Способ                  | Турнир                                  | Дата            | Раунд | Время | Место                    | Примечание                                      |
| ------------ | -------- | ---------------- | ----------------------- | --------------------------------------- | --------------- | ----- | ----- | ------------------------ | ----------------------------------------------- |
| Поражение    | 12–2 (1) | Никита Крылов    | Сдача (гильотина)       | UFC on Fox: Gustafsson vs. Johnson      | 24 января 2015  | 1     | 1:24  | Стокгольм, Швеция        | Вернулся в полутяжёлый вес.                     |
| Поражение    | 12–1 (1) | Том Уотсон       | TKO (удары)             | UFC on Fuel TV: Barao vs. McDonald      | 16 февраля 2013 | 2     | 4:42  | Лондон, Англия           | Бой в среднем весе. Лучший бой вечера.          |
| Не состоялся | 12–0 (1) | Тиагу Силва      | NC (поражение отменено) | UFC on Fuel TV: Franklin vs. Le         | 10 ноября 2012  | 3     | 1:45  | Макао, Китай             | Проиграл сдачей, но Силва провалил допинг-тест. |
| Победа       | 12–0     | Луис Кани        | TKO (удары руками)      | UFC 134                                 | 27 августа 2011 | 1     | 4:13  | Рио-де-Жанейро, Бразилия |                                                 |
| Победа       | 11–0     | Аугустин Хельгиу | Сдача (удушение сзади)  | BMMAF: Warriors 13                      | 21 мая 2010     | 1     | 2:14  | София, Болгария          |                                                 |
| Победа       | 10–0     | Кевин Рэндлмен   | Decision (split)        | World Victory Road Presents: Sengoku 11 | 7 ноября 2009   | 3     | 5:00  | Токио, Япония            |                                                 |
| Победа       | 9–0      | Трэвис Виуфф     | TKO (удары руками)      | World Victory Road Presents: Sengoku 8  | 2 мая 2009      | 3     | 0:42  | Токио, Япония            |                                                 |
| Победа       | 8–0      | Масаюки Коно     | TKO (удары руками)      | Pancrase: Shining 10                    | 7 декабря 2008  | 1     | 1:35  | Токио, Япония            |                                                 |
| Победа       | 7–0      | Аделин Лутцканов | Сдача (удушение сзади)  | MMA Bulgaria                            | 19 октября 2007 | 1     | N/A   | Велико-Тырново, Болгария |                                                 |
| Победа       | 6–0      | Гоце Кандовский  | Единогласное решение    | Shooto: Bulgaria                        | 6 октября 2007  | 2     | 5:00  | София, Болгария          |                                                 |
| Победа       | 5–0      | Янко Колев       | Сдача (удушение сзади)  | Shooto: Bulgaria                        | 2 октября 2007  | 1     | 2:38  | София, Болгария          |                                                 |
| Победа       | 4–0      | Камен Георгиев   | TKO (удары руками)      | Shooto: Bulgaria                        | 12 мая 2007     | 1     | 2:11  | София, Болгария          |                                                 |
| Победа       | 3–0      | Владимир Шуманов | Сдача (удары руками)    | Ichigeki: Bulgaria                      | 25 марта 2007   | 1     | 1:16  | Варна, Болгария          |                                                 |
| Победа       | 2–0      | Красимир Бончев  | TKO (удары руками)      | The Day of the Champions                | 17 ноября 2006  | 1     | 0:33  | Хасково, Болгария        |                                                 |
| Победа       | 1–0      | Илиян Митев      | TKO (удары руками)      | MMA Bulgaria                            | 8 апреля 2006   | 1     | N/A   | Велико-Тырново, Болгария |                                                 |